# Conscientização feminista
A conscientização feminista (em inglês: consciousness raising) é uma forma de ativismo popularizada pelas feministas dos Estados Unidos no final da década de 1960. Muitas vezes assume a forma de um grupo de pessoas tentando focar a atenção de um grupo mais amplo em alguma causa ou condição. Problemas comuns incluem doenças (câncer de mama, AIDS), conflitos (genocídio de Darfur, aquecimento global), movimentos (Greenpeace, PETA, Hora do Planeta), e partidos políticos ou políticos. Uma vez que informar a população sobre uma preocupação pública, é muitas vezes, considerado o primeiro passo para mudar a forma como as instituições lidam com isso, aumentar a conscientização feminista é a primeira atividade em que qualquer grupo de interesse envolvido.
No entanto, na prática, a conscientização feminista é muitas vezes combinada com outras atividades, como angariação de fundos, campanhas de adesão ou advocacy, a fim de aproveitar e/ou sustentar a motivação de novos apoiadores, que pode estar no auge logo após terem aprendido e digeriu a nova informação.
O termo "conscientização feminista" é usado nos Princípios de Yogyakarta contra atitudes discriminatórias e estereótipos LGBT, bem como na Convenção sobre os Direitos das Pessoas com Deficiência para combater estereótipos, preconceitos e práticas nocivas em relação às pessoas com deficiência.

## Terminologia
Até o início do século XVII, os falantes de inglês usavam a palavra "consciência" no sentido de "conhecimento moral do certo ou errado" — um conceito hoje referido como "consciência ".

## Aplicação metodológica

### No feminismo
Os grupos de conscientização feminista foram formados pelas Mulheres Radicais de Nova Iorque, um dos primeiros grupos de Libertação das Mulheres na cidade de Nova Iorque e, rapidamente, se espalharam pelos Estados Unidos. Em novembro de 1967, um grupo incluindo Shulamith Firestone, Anne Koedt, Kathie Sarachild (originalmente Kathie Amatniek) e Carol Hanisch começaram a se reunir no apartamento de Koedt. As reuniões geralmente envolviam "andar pela sala e conversar" sobre questões de suas próprias vidas. A frase "conscientização feminista" foi cunhada para descrever o processo quando Kathie Sarachild retomou a frase de Anne Forer:
Na Velha Esquerda, eles costumavam dizer que os trabalhadores não sabem que são oprimidos, então temos que aumentar sua consciência. Uma noite, em uma reunião, eu disse: "Todos poderiam me dar um exemplo de sua própria vida sobre como experimentaram a opressão como mulher? Eu preciso ouvir isso para elevar minha própria consciência." Kathie estava sentada atrás de mim e as palavras tocaram em sua mente. A partir de então, ela meio que fez disso uma instituição e chamou de conscientização feminista.— Anne Forer
 No Dia de Ação de Graças de 1968, Kathie Sarachild apresentou A Program for Feminist Consciousness Raising, na Primeira Conferência Nacional de Libertação da Mulher perto de Chicago, Illinois, no qual ela explicou os princípios por trás da conscientização feminista e delineou um programa para o processo que os grupos de Nova Iorque tinham desenvolvido ao longo do ano passado. Grupos fundados por ex-membros do Mulheres Radicais de Nova Iorque (abreviação do inglês: NYRW) — em particular Redstockings, fundado após a dissolução deste grupo em 1969, e as Feministas Radicais de Nova Iorque — promoveram a conscientização feminista e distribuíram folhas mimeografadas de sugestões de tópicos para reuniões de grupos de consciência. As Feministas Radicais de Nova Iorque organizaram seus grupos de acordo com os bairros em Manhattan, Brooklyn e Queens, envolvendo até 400 mulheres em grupos durante seu auge. Nos anos seguintes, a conscientização de pequenos grupos se espalhou rapidamente pelas cidades e subúrbios dos Estados Unidos. Em 1971, a União de Libertação das Mulheres de Chicago, que já havia organizado vários grupos de conscientização feminista em Chicago, descreveu estes pequenos grupos como "a espinha dorsal do Movimento de Libertação das Mulheres". Susan Brownmiller, membro do West Village escreveria mais tarde que a conscientização de pequenos grupos "foi a forma mais bem-sucedida de vínculo feminino do movimento e a fonte da maior parte de seu pensamento criativo. Alguns dos pequenos grupos ficaram juntos por mais de uma década".
"Em 1973, no auge do movimento, 100 000 mulheres nos Estados Unidos pertenciam aos grupos de consciência feminista."
No início do Século XX, As feministas argumentavam que as mulheres eram isoladas umas das outras e, como resultado, muitos problemas na vida das mulheres eram mal interpretados como "pessoais", ou como resultados de conflitos entre as personalidades individuais de homens e mulheres individuais, em vez de formas sistemáticas de opressão. Aumentar a consciência feminista significava ajudar a si mesmo e ajudar os outros a se tornarem politicamente conscientes . Os grupos de conscientização  feminista buscavam conhecer melhor a opressão da mulher, reunindo as mulheres para discutir e analisar suas vidas, sem a interferência da presença dos homens.[carece de fontes?]
Ao explicar a teoria por trás da conscientização feminista em uma palestra de 1973, Kathie Sarachild observou que "Desde o início da conscientização ... não houve um método único de aumentar a consciência. O que realmente conta na conscientização não são os métodos, mas os resultados. Os únicos 'métodos' de conscientização feminista são essencialmente princípios. Eles são os princípios políticos radicais básicos de ir às fontes originais, tanto históricas quanto pessoais, ir às pessoas - as próprias mulheres, e ir à experiência para teoria e estratégia". No entanto, a maioria dos grupos de conscientização feminista seguiu um padrão semelhante para reunião e discussão. As reuniões geralmente eram realizadas uma vez por semana, com um pequeno grupo de mulheres, geralmente na sala de um dos membros. As reuniões eram apenas para mulheres e geralmente envolviam-se andando pela sala para cada mulher falar sobre um assunto predeterminado — por exemplo, "Quando você pensa em ter um filho, você prefere ter um menino ou uma menina?"[carece de fontes?] — falando por experiência própria, sem um líder formal para a discussão e poucas regras para direcionar ou limitar a discussão (alguns grupos implementaram regras destinadas a dar a todas as mulheres a chance de falar, para evitar interrupções, etc). Falar por experiência pessoal foi usado como base para discussões e análises posteriores com base no conhecimento em primeira mão que foi compartilhado.[carece de fontes?]
Algumas feministas do grupo de conscientização argumentaram que o processo permitiu que as mulheres analisassem as condições de suas próprias vidas e descobrissem maneiras pelas quais o que parecia ser problemas isolados e individuais (como a necessidade de um aborto, a sobrevivência ao estupro, os conflitos entre marido e mulher sobre o trabalho doméstico, etc.) refletiam realmente as condições comuns enfrentadas por todas as mulheres.[carece de fontes?] Como Sarachild escreveu em 1969, "Nós assumimos que nossos sentimentos estão nos dizendo algo a partir do qual podemos aprender... que nossos sentimentos significam algo que vale a pena analisar... que nossos sentimentos estão dizendo algo político, algo que reflete o medo que algo ruim acontecerá conosco ou esperança, desejo, conhecimento de que algo bom acontecerá conosco. . . . Em nossos grupos, vamos compartilhar nossos sentimentos e reuni-los. Vamos nos deixar levar e ver onde nossos sentimentos nos levam. Nossos sentimentos nos levarão a ideias e depois a ações".
Ellen Willis escreveu em 1984 que o aumento da consciência feminista tem sido, muitas vezes, "incompreendido e menosprezado como uma forma de terapia", mas que era, de fato, em seu tempo e contexto, "o método primário de compreensão da condição das mulheres" e constituía "a ferramenta de organização mais bem-sucedida do movimento." Ao mesmo tempo, ela viu a falta de teoria e ênfase na experiência pessoal como ocultando "suposições políticas e filosóficas anteriores".
No entanto, alguns membros do movimento feminista criticaram os grupos de conscientização feminista como "triviais" e apolíticos.

### Na poesia
Historicamente, a poesia tem sido utilizada como uma estratégia de consciência por grupos ligados a conscientização feminista. A ativista e escritora Audre Lorde foi considerada uma das muitas acadêmicas que escreveram sobre a poesia como meio de comunicação para ativistas de mulheres de cor e grupos de resistência. Esse foco também tem sido estudado por outras acadêmicas feministas como uma nova abordagem da experiência de escrita literária das mulheres, e o uso da consciência crítica através da criação da arte como uma práxis libertadora. A arte como uma práxis libertadora também foi explorada através de uma lente radical queer através de uma série de publicações e revistas como Sinister Wisdom e Conditions, publicações online com ênfase na escrita lésbica.

### Nos direitos LGBT
Na década de 1960, a conscientização feminista pegou os ativistas da libertação gay, que formaram os primeiros "grupos de sair do armário" que ajudaram os participantes a sair do armário entre indivíduos acolhedores e tolerantes e compartilhar histórias pessoais sobre sair do armário. A ideia de se assumir como uma ferramenta de conscientização feminista foi precedida por opiniões ainda anteriores de teóricos alemães como Magnus Hirschfeld, Iwan Bloch e Karl Heinrich Ulrichs, todos os quais viam a auto-revelação como um meio de auto-emancipação, o aumento da consciência entre os indivíduos não enclausurados e um meio de aumentar a consciência na sociedade em geral.[carece de fontes?]

### No ateísmo
Em The God Delusion, o ativista anti-religioso Richard Dawkins usa o termo "conscientização" para várias outras coisas, descrevendo-as explicitamente como análogas ao caso feminista. Estas incluem a substituição de referências a crianças como católicas, muçulmanas, etc. possibilidade de explicar a complexidade naturalisticamente e, em princípio, elevar nossa consciência para a possibilidade de fazer tais coisas em outro lugar (especialmente na física). No início do livro, ele usa o termo (sem se referir explicitamente ao feminismo) para se referir a conscientizar as pessoas de que deixar a fé de seus pais é uma opção.